# Paulo Rolim Loureiro
Dom Paulo Rolim Loureiro (Sorocaba, estado de São Paulo, 10 de agosto de 1908 - cidade de São Paulo, 2 de agosto de 1975) foi um bispo católico brasileiro.

## Biografia
Dom Paulo Rolim Loureiro foi ordenado padre a 15 de agosto de 1934. Nomeado cônego honorário do Cabido da Arquidiocese de São Paulo, junto com Monsenhor Ernesto de Paula, Antônio de Castro Mayer e outros, em 13 de novembro de 1939.
Era chanceler do Arcebispado de São Paulo quando foi nomeado Bispo auxiliar da dita arquidiocese pelo Papa Pio XII, em 22 de maio de 1948. Sua sagração episcopal ocorreu em 15 de agosto seguinte, na Igreja Matriz de Nossa Senhora do Carmo, sendo o sagrante o bispo Dom Carlos Carmelo de Vasconcelos Motta, cardeal-arcebispo de São Paulo, com auxílio de Dom José Carlos de Aguirre, bispo de Sorocaba, e Dom Manuel Pedro da Cunha Cintra, titular da Diocese de Petrópolis.
A 18 de setembro de 1950 estava presente na inauguração da TV Tupi, a primeira emissora de televisão América do Sul, para fazer um breve discurso e abençoar os novos equipamentos. Diz a lenda que uma das câmeras queimou após haver entrado água benta em seus circuitos elétricos.
A 4 de agosto de 1962 foi designado bispo-titular da Diocese de Mogi das Cruzes, sendo o primeiro bispo da recém criada diocese, tomando posse da mesma em 30 de dezembro daquele mesmo ano. Foi então paraninfado pelo governador Carvalho Pinto.
Morreu em um acidente automobilístico.
Seu corpo está sepultado num mausoléu no interior da Catedral de Sant'Anna, sede da Diocese de Mogi das Cruzes. Em sua homenagem, a Rodovia Mogi-Bertioga (SP-98) recebeu o nome oficial de Rodovia Dom Paulo Rolim Loureiro.

### Consagrações
Dom Paulo foi co-consagrante dos seguintes bispos:
- Vicente Ângelo José Marchetti Zioni (1955);
- Arturo Gerrit João Hermanus Maria Horsthuis, AA (1960);
- Elias Coueter (1961);
- José Lafayette Ferreira Álvares (1965).